# Зізевський Костянтин Володимирович
Зізевський Костянтин Володимирович (12 грудня 1984 — до 5 березня 2022, Україна) — полковник Збройних сил РФ, командир 247-го десантно-штурмового полку (2020—2022). Загинув під час повномасштабного вторгнення РФ в Україну.

## Біографія
Народився 12.12.1984 у Пскові. Закінчив Рязанське вище повітряно-десантне командне училище та академію збройних сил РФ.
У 2020 році був призначений командиром 247-го десантно-штурмового полку.
У 2022 році підрозділи 247-го полку брали участь у повномасштабному вторгненні РФ в Україну. 5 березня стало відомо про загибель самого Зізевського в Україні.

## Нагороди
- Орден Мужності[3]
- Медаль «За військову доблесть» 2-го і 1-го ступеня[3]